# Psilotrichum peterianum
Psilotrichum peterianum är en amarantväxtart som beskrevs av Karl Suessenguth. Psilotrichum peterianum ingår i släktet Psilotrichum och familjen amarantväxter. Inga underarter finns listade i Catalogue of Life.